# Вежхи (Мазовецьке воєводство)
Вежхи (пол. Wierzchy) — село в Польщі, у гміні Нове-Място-над-Пилицею Груєцького повіту Мазовецького воєводства.
Населення — 38 осіб (2011).
У 1975-1998 роках село належало до Радомського воєводства.

## Демографія
Демографічна структура станом на 31 березня 2011 року:
|          | Загалом | Допрацездатний вік | Працездатний вік | Постпрацездатний вік |
| -------- | ------- | ------------------ | ---------------- | -------------------- |
| Чоловіки | 17      | 1                  | 14               | 2                    |
| Жінки    | 21      | 1                  | 12               | 8                    |
| Разом    | 38      | 2                  | 26               | 10                   |